# ユア・オンリー・ロンリー
「ユア・オンリー・ロンリー」（You're Only Lonely）は、J.D.サウザーが作詞作曲し1979年に発表した楽曲。

## 概要
ロイ・オービソンを意識して作られた楽曲である。タイトルはオービソンのヒット曲「Only the Lonely」（全米2位）からとられているが、サウザーは次のように述べている。
録音はロサンゼルスのワーナー・ブラザーズ・レコーディング・スタジオで行われた。ジャクソン・ブラウンがハーモニー・ボーカルで参加している。
1979年8月、シングルとして発売。ビルボード・Hot 100で7位、イージーリスニング・チャートで5週連続1位を記録した。同年、アルバム『ユア・オンリー・ロンリー (You're Only Lonely)』に収録された。
日本映画『波の数だけ抱きしめて』（1991年）、韓国映画『ふたつの恋と砂時計』（2005年）、韓国テレビドラマ『사랑해서 남주나（Give Love Away）』（2013-2014年）などに使用された。